# Терапијски радиофармацеутици
Терапијски радиофармацеутици   или радиофармацеутска терапија у хуманој медицина заснива се примени   радиоактивних лекови састављени од радиоактивног изотопа и молекула или агенса чији  ефекти произведе код пацијента ону реакција која се користи у лечењу. Они су варијабилни, јер зависе од дозе радиофармацеутика и органа који се лечи, или циљаној мети.
Радиофармацеутик се испоручује пацијенту како би зрачење допрло до органа или система. Терапијска моћ радиофармацеутика  који је допро до органа или система. заснива се на зрачењу емитованом на циљном органу. Емитовано зрачење уништава брзо растуће ћелије, без оштећења ћелија које расту нормалном брзином.

## Тренутне терапије рака
Карактеристике радиофармацеутске терапије у односу на хемотерапију и биолошку терапију (након што се рак проширио/метастазирао) су:
- Хемотерапија —  убија ћелије које се брзо размножавају
- Радиофармацеутска терапија  — убија циљане ћелије локализованим испоруком зрачења
- Циљана биолошка терапија (хормонска терапија) —  инхибира сигналне путеве од којих су туморске ћелије зависне (ослањајући се на одржавање фенотипа рака)
- Имунотерапија — превазилажење имунолошке толеранције на рак

## Радиофармацеутска терапија
Радиофармацеутска терапија (РФТ) укључује циљано испоруку зрачења туморским ћелијама или микроокружењу тумора. Овај приступ третману разликује се од радиотерапије екстерним снопом и брахитерапије по томе што зрачење испоручују некапсулирани радионуклиди. Терапијски радиофармацеутици   се системски (у неким случајевима и локално) дају како би се њихоово дејство локализовало на тумор или његове микроокружење.
Локализација тумора се може десити зато што је радиоактивни елемент укључен у релевантне биолошке процесе повезане са тумором или зато што је радионуклид коњугован са носачем који  циља тумора. Алтернативно, пасивна акумулација услед физиолошких механизама (нпр повећана пермеабилност и задржавање) може да обезбеди циљано дејство. Елементи за доставу укључују: микросфере, наночестице, антитела, пептиде, мале молекуле и различите конструкције сваког од њих.
Радиофармацеутска терапија  има предностин јер бета и алфа-честица директно испоручују циљаној ћелијској популацији. Главни недостатак радиофармацеутске терапије је тај што се дејство не може контролисати споља на начин на који се могу контролисати екстерна радиотерапија и брахитерапија.
Прототип радиофармацеутске терапије, и можда најефикаснији третман за метастатски карцином, је терапија рака штитасте жлезде радиојодом. Диференциране метастазе карцинома штитне жлезде задржавају способност концентрације јода за производњу хормона тиреоглобулина. Висока активност радиојода (131I) може се испоручити преко овог механизма који доводи до смрти туморских ћелија зрачењем бета честицама. Новији облици радиофармацеутске терапије који је одобрила Управа за храну и лекове (ФДА), који се такође концентрише ендогеним механизмом, је Xofigo™ (223Ra), емитер алфа честица који делује као миметик калцијума и акумулира се у матриксу бластичне кости (кости матрикс који се брзо депонује) повезан са метастазама рака простате у кости.

## Тренутно доступни радиофармацеутски лекови
- 131I-radioiodine - Тироидни канцер
- 131I - MIBG - Адренергични тумори
- 212Pb - trastuzumab - ХЕР2  тумори
- 212Pb - aSSR - Соматостатински тумори
- 212Pb - aTEM1 - ТЕМ1 тумори
- 212Pb -aCD37 - леукемија
- 131I - aCD45 -
- 225Ac - aCD33 - леукемија
- 90Y-microspheres - Малигнитет јетре
- Lutathera (177Lu) - Соматостатински тумори
- 177Lu -aPSMA-R2 - Тумор простате
- 177Lu -NeoBOMB1 -
- Xofigo (223Ra) -
- HER2-TTC (227Th) - ХЕР2 + тумори
- PSMA-TTC (227Th) - Тумори простате
- MSLN-TTC (227Th) - Мезотелијални тумори
- CD22 TTC (227Th) - Лимфом
- FPX-01 (225Ac) - НСЦЛЦ, мета карцином

Сви тренутно доступни радиофармацеутски лекови наведени може бити сликана. У неким случајевима, сурогат терапеутског агенса може се користити за снимање. Снимање се може користити за процену туморске акумулације  терапијских  радиофармацеутски лекови, за процену раног одговора на терапију проценом смањења акумулације тумора  и за извођење дозиметријских прорачуна за планирање третмана пацијената радиофармацеутским лековима. 
Дозиметрија тренутно доступни радиофармацеутски леков захтева квантитативну процену биодистрибуције агенаса током времена. Тродимензионални (3Д) метод снимања као што је једнофотонска компјутерска томографија, у комбинацији са компјутеризованом томографијом и прорачуном дозиметрије који узима у обзир разлике у густина ткива и неуниформност радиофармацеутски леков за леченог пацијента пружа највиши ниво квантитативне тачности потребан за дозиметрију тренутно доступних радиофармацеутских лекова и стога највећу вероватноћу да ће се прорачун дозиметрије односити на биолошки исход (токсичност органа или контрола тумора).

## Нежељена дејства
Најчешћи нежељени ефекти примене радиофармацеутика су:
- Умерена до јака главобоља.
- Поспаност
- Тахикардија (убрзан рад срца)
- Болови у стомаку, дијареја, мучнина и / или повраћање,
- Отежано дисање
- Промене на кожи као што су црвенило, свраб, осип и копривњача.
- Отицање руку и / или стопала.